# Frank Séchehaye
Frank Séchehaye, surnommé Franky (né le 3 novembre 1907 à Genève et mort le 13 février 1982 à Lausanne) est un joueur et entraîneur de football suisse.

## Biographie

### Joueur
Il commence sa carrière chez les jeunes du FC Thônex, avant de signer en pro à l'Étoile Carouge FC. Il part ensuite jouer dans le championnat français au Club français à Paris. Il retourne ensuite en Suisse pour évoluer au Servette FC de 1931 à 1934. Il finit sa carrière au FC Lausanne-Sport.
Au niveau international, il joue de 1927 à 1935 avec l'équipe de Suisse et participe à la coupe du monde 1934 en Italie, où la sélection parvient jusqu'en quart-de-finale.

### Entraîneur
Après sa retraite de footballeur, il devient ensuite entraîneur dans plusieurs clubs suisses. Il prend tout d'abord les rênes du FC Lausanne-Sport une première fois de 1942 à 1943, puis une seconde fois entre 1961 et 1962. Il rejoint ensuite le Servette FC entre 1958 et 1959. Il part ensuite s'occuper de l'équipe du FC Sion de 1959 à 1961.